# Ernst Gideon von Laudon
Baron Ernst Gideon von Laudon (tudi Laudohn oz. Loudon), avstrijski feldmaršal nemško-škotskega rodu, * 13. februar 1717, † 14. julij 1790.
Velja za enega najbolj uspešnih vojaških poveljnikov 18. stoletja. Med letoma 1789 in 1790 je bil vojaški guverner zasedene Srbije.

## Življenjepis
Laudon, ki se je rodil na družinskem posestvu pri Tootzenu (današnja vzhodna Latvija), je leta 1732 vstopil v vojaško službo Ruskega imperija, v službi katere se je udeležil poljske nasledstvene vojne in rusko-turške vojne v letih 1735-39, Nezadovoljen zaradi slabih možnosti napredovanja je leta 1741 zapustil Rusijo in se sprva ponudil Prusiji, ki pa ga je zavrnila in nato Avstriji, kjer pa so ga sprejeli. 
Tu se je kot stotnik takoj udeležil avstrijske nasledstvene vojne v sestavi korpusa pod poveljstvom von der Trencka. V bitkah v Alzaciji je bil ranjen in zajet. Po izpustitvi se je ponovno vrnil pod poveljstvo Trencka. Kmalu zatem je bil upokojen, nakar pa je v revščini dočakal polaktivno služenje v krajišniškem polku v karlovškemu okrožju. Ob izbruhu sedemletne vojne je bil kot podpolkovnik vpoklican v aktivno služenje. V tej vojni je pokazal svoje vojaške znanje, tako da je bil leta 1757 povišan v Generalfeldwachtmeistra (generalmajorja konjenice) in povzdignjen v viteza reda Marije Terezije. Naslednje leto je bil povišan v podmaršala in povzdignjen v barona avstrijskega plemstva in v plemiča Svetega rimskega cesarstva. Po veliki zmagi v bitki pri Konersdorfu leta 1759 je bil povišan še v Feldzeugmeistra in bil imenovan za vrhovnega poveljnika Češke, Moravske in Šlezije. 
Po koncu vojne je Laudon postal generalni inšpektor pehote; zaradi nesoglasij z vodstvom oboroženih sil se je upokojil. Leta 1769 je bil ponovno aktiviran in bil imenovan za vrhovnega poveljnika Češke in Moravske; na tem položaju je ostal tri leta, nato pa se ponovno upokojil. Zaradi propada njegovega posestva in prigovarjanja Marije Terezije je leta 1776 ponovno vstopil v vojaško službo in bil kmalu povišan v feldmaršala. Bil je eden od dveh glavnih avstrijskih poveljnikov med bavarsko nasledstveno vojno; po koncu vojne se je vrnil nazaj na svoje posestvu. Po izbruhu avstrijsko-turške vojne (1787-1791) in prvih avstrijskih porazih so ga še zadnjič poklicali nazaj na bojišče. Leta 1789 je dosegel svojo zadnjo večjo zmago, ko je v treh tednih zavzel Beograd. V letu dni je že umrl in sicer na uradnem položaju vrhovnega poveljnika avstrijskih oboroženih sil.
Njegov nečak Johann Ludwig Alexius von Laudon (1762–1822) je dosegel čin podmaršala.
Po njem so poimenovali prvo bojno ladjo razreda ersatz monarch - SMS Laudon, ki pa ni bila nikoli dokončana.
V slovenski ljudski pesmi Stoji, stoji tam beli grad je Laudon opisan kot osvajalec Beograda.